# باشگاه فوتبال میلدنهال تاون
باشگاه فوتبال میلدنهال تاون (به انگلیسی: Mildenhall Town Football Club) یک باشگاه فوتبال در شهر میلدنهال، سوفاک، کشور انگلستان است که در سال ۱۸۹۸ میلادی تأسیس شده‌است.